# Johnston (Iowa)
Pour les articles homonymes, voir Johnston.
Johnston est une ville du comté de Polk, Iowa, États-Unis.

## Population
La population de Johnston était de 17 278 habitants au recensement de 2010, soit une augmentation de presque 100 % par rapport au recensement de 2000 qui comptabilisait 8 649 personnes. 
Johnston fait partie de l'agglomération de West Des Moines (zone métropolitaine de Des Moines (en)).